# ويليام بلاي
اللواء البحري وليام بلاي (1754م - 1817م) أميرال ومستكشف إنكليزي ·
يشتهر بلاي في مختلف أرجاء العالم بالقسوة، والنظام الصارم الذين أظهرهما عندما كان يقود السفينة الشهيرة باونتي في رحلتها الأستكشافية في جزر البحار الجنوبية للحصول نباتات جميلة (1787م - 1789م) ·
وحدث عصيان مدني على ظهر السفينة تزعّمه أحد ضباطه، ويدعى مانكسمان فليتشر كريستشن الذي أنزل بلاي وبعض أخلص ضباطه إلى زورق دون أن يزودهم بالسلاح أو المعدات ·
ويكثير من الشجاعة والإقدام، والجزم والمهارة التقنية استطاع بلاي أن يقود الزورق الأعزل مسافة تزيد على 5750 كيلومترا عبر المحيط الهادئ إلى جزيرة تيمور، دون أن يُمنى بأي خسارة بشرية ·
وفي كوبنهاغن، بالدانمارك، قاد بلاي سفينته عام 1801م بالكثير من الشجاعة والجرأة، واستحق تقدبر الأميرال هوراشيو نيلسون ·وفي عام 1805م أصبح بلاي حاكماً لمنطقة نيو ساوث ويلز، في أستراليا، وبعد ذلك بثلاث سنوات، أسقطه بعض جنوده، إلا أنه أُعيد إلى منصبه بفضل بعض الموظفين الرسميين الذين أُوفدوا من إنكلترا.·وفي سنة 1814م رقي إلى رتبة لواء بحري.

## روابط خارجية
- ويليام بلاي على موقع الموسوعة البريطانية (الإنجليزية)
- ويليام بلاي على موقع إن إن دي بي (الإنجليزية)